# Bertha-Neumann-Park

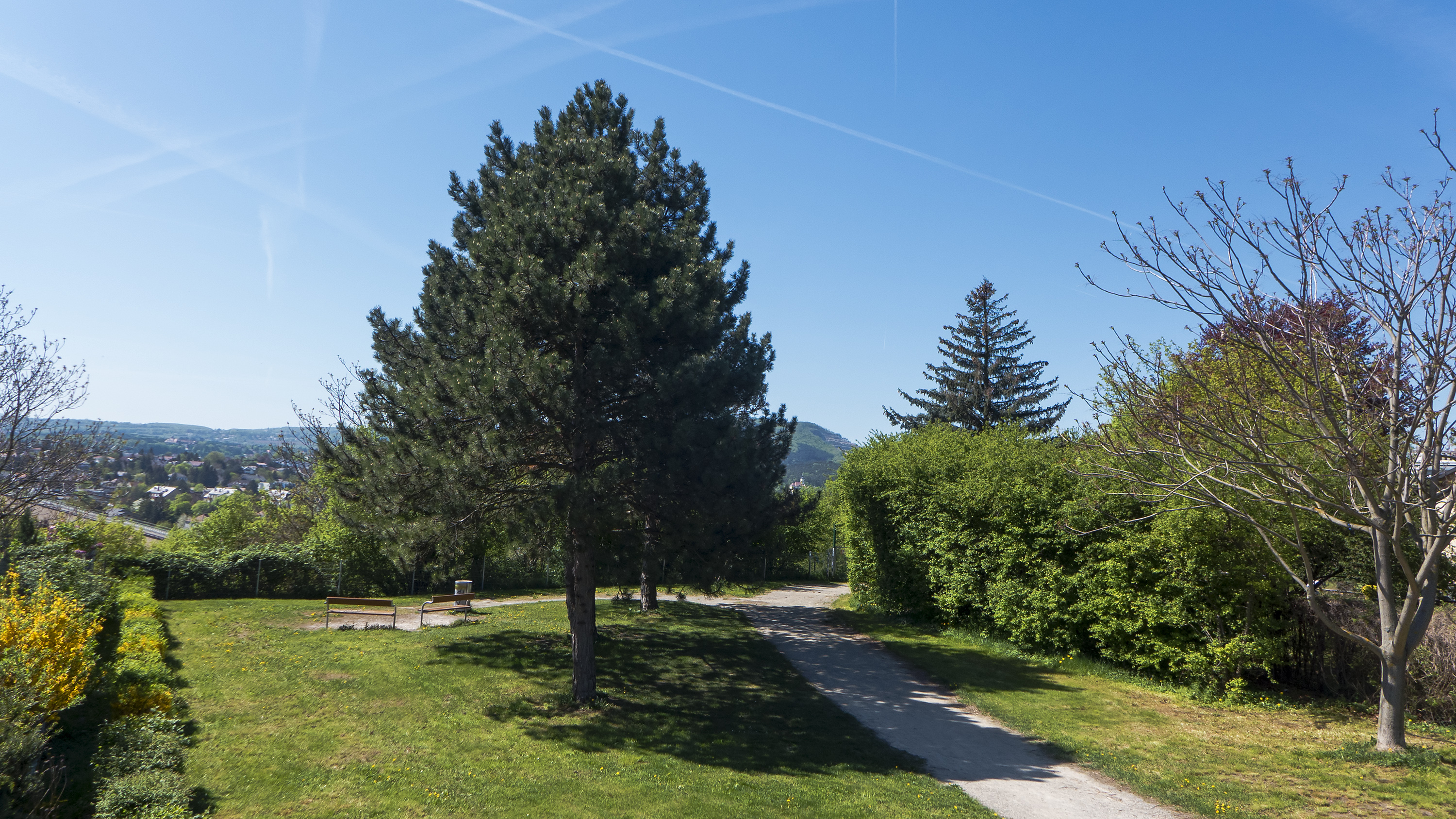
Aussicht vom Bertha-Neumann-Park (2018)

Der Bertha-Neumann-Park ist ein Wiener Park im 23. Bezirk, Liesing.

## Beschreibung

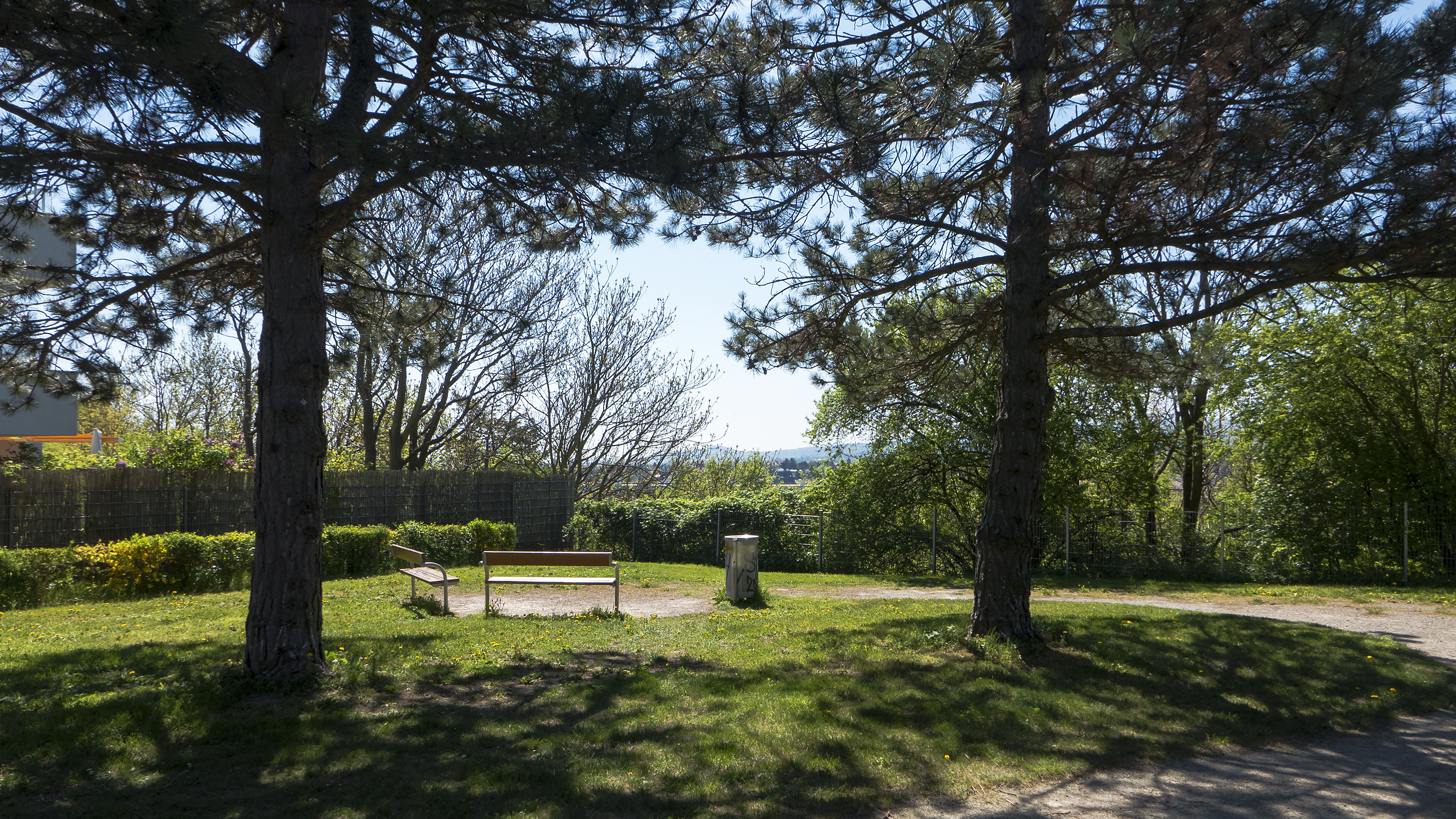
Bertha-Neumann-Park (2018)

Der Bertha-Neumann-Park ist ein ca. 800 m2 großer Beserlpark in Liesing. Er liegt zwischen Rudolf-Waisenhorn-Gasse und Breitenfurter Straße auf Höhe der Linken Wasserzeile. Er verfügt über Sitzmöglichkeiten, von denen aus man die Aussicht auf das Liesinger Aquädukt, Bestandteil der I. Wiener Hochquellwasserleitung, genießen kann.

## Geschichte
Der Bertha-Neumann-Park wurde nach Bertha Neumann, geborene Kunreuther (1893–1944), benannt. Sie war eine der ersten Österreicherinnen, die einen Doktortitel in Staatswissenschaften erlangte. Bertha Neumann war verheiratet mit dem Liesinger Gemeindearzt Karl Neumann. Beide wurden 1944 gemeinsam mit ihrem Sohn von den Nationalsozialisten im Konzentrationslager Auschwitz ermordet. Auf Initiative der Grünen stellten die Liesinger Fraktionen der Grünen, Sozialdemokratischen Partei, Österreichischen Volkspartei und Fraktion PRO 23 am 29. Juni 2017 Fraktionsübergreifend den Antrag die oben beschriebene Fläche in Bertha-Neumann-Park zu benennen. Am 6. November 2017 wurden die entsprechenden Anträge im Gemeinderatsausschuss der Stadt Wien für Kultur, Wissenschaft und Sport angenommen.